# Alonte
Alonte és un municipi italià de 2.124 habitants de la província de Vicenza (regió de Vèneto).